# الوظائف الشاغرة (فلم)
فارغة (فيلم) (بالإنجليزية: Vacancy) هو فيلم رعب تم إنتاجه في الولايات المتحدة سنة 2007. وهذا الفيلم من بطولة كيت بيكينسيل ولوك ويلسن.

## القصة
تدور قصة الفيلم حول زوجين هما ديفيد (لوك ويلسون)و امي فوكس (كيت بيكنسال) الذان سلكا منعطفا خاطئا على طريق جبلية نائية. ويجد دافيد وآمى فوكس نفسيهما مضطرين لقضاء ليلة في موتيل صغير بالمنطقة بعد أن تعطلت سيارتهم. وفي داخل الفندق الهادئ لا يجدان وسيلة للتسلية سوى مشاهدة التلفزيون الذي يعرض أفلام رعب دموية.ولكنهما يبدءان في إدراك الحقيقة المرعبة بأن هذه الأفلام المرعبة تم تصويرها داخل نفس الغرفة التي يبيتان فيها، ليجدا نفسيهما مضطرين للهرب من الموتيل الغامض الملئ بالممرات السرية والأماكن العجيبة.

## الميزانية والإيرادات
بلغت تكلفة إنتاج الفيلم حوالي 19 مليون دولار بينما حقق أرباحا تقدر بـ 35,300,645 دولار.

## روابط خارجية
- مقالات تستعمل روابط فنية بلا صلة مع ويكي بيانات